# Bojan Djordjic
Bojan Djordjic (serbiska: Бојан Ђорђић, Bojan Đorđić), född 6 februari 1982 i Belgrad, dåvarande Jugoslavien, är en svensk före detta fotbollsspelare (mittfältare). Djordjic är efter fotbollskarriären känd som sportkommentator i TV för Viasat.

## Karriär

### Brommapojkarna
Hans far Ranko Djordjic spelade i IFK Norrköping och tog med familjen till Norrköping där de stannade i fyra år, innan de 1988 flyttade tillbaka till Sarajevo, där Bojan Djordjic är uppväxt. Han flyttade som tioåring till Stockholm, och började sin karriär i IF Brommapojkarna. Som 15-åring gjorde han debut i BP:s A-lag mot Djurgårdens IF på Stadshagens IP. Med A-laget spelade han i Divison 1 som var dagens motsvarighet till Superettan, som den yngsta spelaren någonsin.

### Manchester United
Djordjic kom till Manchester United som ungdomsproffs den 16 februari 1999. 
Under debutsäsongen i Manchester United spelade Djordjic mestadels i klubbens U19-lag. Efter säsongen fick han Jimmy Murphy Award som årets unga spelare i klubben.
Den 19 maj 2001 spelade Djordjic sin första och enda match i Premier League med Manchester Uniteds A-lag, borta mot Tottenham Hotspur i säsongens sista omgång, när han som inhoppare kom in med en kvart kvar av matchen. 
5 november 2001 startade han sin första match för Manchester United i ligacupen borta mot Arsenal på Highbury. Det blev Djordjics sista officiella match som Manchester United-spelare. I december 2001 lånades han ut till Sheffield Wednesday i en månad. I september 2002 lånades han ut till danska Aarhus, och spelade där säsongen 2002/03. 

### Röda Stjärnan
Ett nytt lån från Manchester United följde säsongen 2003/04, den här gången till Röda Stjärnan, där Djordjic blev ordinarie i startelvan. Här var han med om att vinna både ligan och cupen. Hans enda mål kom i UEFA-cupen hemma mot danska OB Odense.

### Rangers
I januari 2005 skrev han på för skotska Rangers och debuterade från start direkt i Old Firm-derbyt mot Celtic. Det blev bara fyra matcher på fem månader, och en muskelskada satte stopp för fortsatt framtid i klubben. Han var med i truppen som vann ligan och ligacupen samma år.

### Plymouth Argyle
I juni 2005 skrev han på för engelska Plymouth Argyle i Championship med ett kontrakt på tre år. Första säsongen fick han mycket speltid, men blev petad under våren. Han sattes upp på transferlistan i augusti 2006 av managern Ian Holloway, som krävde bättre inställning. Efter ett par månader i reservlaget fick Djordjic chansen och gjorde tre mål på tre raka matcher innan han skadade sig mot West Bromwich Albion 23 december 2006. Den 19 oktober 2007 lämnade Djordjic Plymouth Argyle tio månader innan kontraktet gick ut. Parterna kom ömsesidigt överens om att kontraktet skulle rivas, efter en dispyt med Holloway.

### AIK
Den 13 november 2007 skrev han på för AIK. 2009 vann han dubbeln (SM-guld och guld i Svenska Cupen) med AIK. Dubbeln var AIK:s första i historien. Därmed har Djordjic vunnit dubbeln tre gånger under sin karriär (Röda Stjärnan 2004, Rangers 2005 och AIK 2009). Djordjic gjorde sitt enda mål för AIK i åttondelsfinalen i Svenska Cupen mot IFK Norrköping borta i april 2009.

### Videoton FC
28 juni 2010 skrev AIK-spelarna Bojan Djordjic och Martin Kayongo-Mutumba på för den ungerska klubben Videoton FC. 
Debuten för sin nya klubb kom 7 juli, då Videoton förlorade med 1–0 mot Debrecen, i ungerska supercupfinalen. Europaspeldebuten gjorde han i Europa League-kvalet mot det slovenska laget NK Maribor. Ligadebuten skedde mot Haladás hemma på Sostoi Stadium i Fehervar. Djordjic spelade en match från start i ligan och hoppade in som avbytare i tre. Efter ett år i Ungern valde Bojan Djordjic att bryta kontraktet, men var med i laget som blev ligamästare i Ungern.

### Blackpool FC
Efter att ha köpt ut sitt kontrakt hos Videoton FC kom han överens om ett kontrakt med Blackpool FC i Championship i juni 2011. Det blev ingen speltid och efter ett nytt bråk med tränaren Ian Holloway så valde parterna att gå skilda vägar i januari 2012.

### Royal Antwerp FC
I februari 2012 skrev Djordjic på för Royal Antwerp FC, som spelade i den belgiska andraligan. Men Djordjic bröt kontraktet och lämnade den belgiska klubben redan i april samma år, efter att ekonomiska problem uppdagats då klubben drogs med mångmiljonskulder.

### Brommapojkarna
1 juli 2012 återvände Djordjic till Brommapojkarna och Superettan. Efter ett och ett halvt år bröt parterna med varandra efter att inte ha kommit överens om ett nytt kontrakt, och Djordjic lämnade i januari 2014.

### Tränarkarriär
Djordjic återvände i februari 2014 till AIK, denna gång i en ledarroll. Han ingick i U21-truppens ledarstab, tränade U19-truppen och spelade samtidigt för samarbetsklubben Vasalunds IF.

### Indien
I augusti 2014 skrev Djordjic på för klubben Chennaiyin FC, som spelade i den nystartade Indiska superligan, något han själv beskrev som sitt bästa beslut i karriären. Han blev klubbkamrat med Alessandro Nesta.

## Övrigt
- Djordjic är son till fotbollstränaren/före detta fotbollsspelaren Ranko Djordjic.

## Meriter
- Tv-kommentator fotboll
- Jimmy Murphy's Young Player of the Year 2000 (Manchester United F.C)
- Liga och Cup-guld 2004 med Röda Stjärnan
- SM-guld i Fotbollsallsvenskan och Svenska cupen-guld 2009 med AIK